# 男女混合
男女混合（だんじょこんごう）とは、競技・イベント・社会活動における2人以上の団体・チームにおいて、構成員に性別の異なる男女が共に含まれること、その状態。また、男女別ではない状態を指す。
「男女混合」を略して「混合」と略されることが多い。
特に、スポーツの団体競技において行われる、男子選手と女子選手が同じチームを構成する競技・種目を、「男子」「女子」に対し「混合（競技、種目）」と表す。この場合、ミックス（英：mixed- ）とも表される。

## スポーツ競技における「男女混合」
- オリンピックにおける男女混合競技・種目

2024年パリオリンピックにおいて実施された男女混合種目は20種目。
- アーチェリー
  - 混合団体 - 2020年東京オリンピックで初採用。男子1名と女子1名の男女混合ペアチームで競う。

- 陸上競技
  - 4x400m 混合リレー - 男子2人、女子2人の4人の選手が男子、女子、男子、女子の順で各400mずつ走行し、走者間ではバトンの受け渡し（バトンリレー）を行う。
  - 男女混合競歩 - 2024年パリオリンピックで初採用。男子1名と女子1名の男女混合ペアチームで競う。42.195kmの距離を10km強の4区間に区切り、男子、女子、男子、女子の順に、一人計2区間、ハーフマラソンの距離相当で競う。

- 柔道
  - 混合団体 - 1チーム6人（男子3人：73kg、90kg、90kg超、女子3人：57kg、70kg、70kg超、各階級1人ずつ）の選手でチームを構成し、階級ごとの個人戦を6戦行い勝利数を争う。ともに3勝の場合には、性別・階級をランダム抽選したタイブレークを行う。

- 射撃
  - 10mエアライフル 混合団体 - 2020年東京オリンピックで初採用。1チーム男女各1名の選手2名で構成。各国内オリンピック委員会（NOC）は最大2チームが参加できる。
  - 10mエアピストル 混合団体 - 2020年東京オリンピックで初採用。1チーム男女各1名の選手2名で構成。各国内オリンピック委員会（NOC）は最大2チームが参加できる。
  - スキート混合団体 - 2024年パリオリンピックで初採用。1チーム男女各1名の選手2名で構成。2人の選手の得点を合計したものがチームの得点となる。

- 競泳
  - 混合4x100mメドレーリレー - 1チーム男女各男女2人ずつの4人の選手が参加。背泳ぎ、平泳ぎ、バタフライ、自由形の順に各100mを泳ぎリレーする。男女と泳法の組み合わせ編成は各チームごとに委ねられる。

- トライアスロン
  - 混合リレー -1チーム 男女各2名、計4名の選手が参加。男子、女子、男子、女子の順番に、各選手が1回ずつ出走し、決められたゾーンで交代・リレーする。各選手が出走するコースは300mのスイム、約7.4kmのバイク、2kmのランで各区間が構成される。

- バドミントン
  - 混合ダブルス - 1チーム男女各1名の選手2名で構成されるダブルス形式の試合を行う。

- 卓球
  - 混合ダブルス - 1チーム男女各1名の選手2名で構成されるダブルス形式の試合を行う。

- テニス
  - 混合ダブルス - 1チーム男女各1名の選手2名で構成されるダブルス形式の試合を行う。

- セーリング
  - マルチハル・ナクラ17級 - 1チーム男女各1名の選手2名が乗船クルーとなり、操舵を行う。
  - ディンギー470級 - 1チーム男女各1名の選手2名が「スキッパー」「クルー」として操舵を行う。

- アーティスティックスイミング
  - チーム - チーム内に男子が2人までエントリー可能。2024パリ大会での実際の出場はなし。

- 馬術
  - 個人戦においても男子・女子の区別なく男女混合で教示を実施し、各選手の得点を競う。

また、冬季オリンピックでも男女混合種目が実施されており、2022年冬季オリンピック北京大会では9種目が実施された。
- アルペンスキー - パラレル混合団体
- スキージャンプ - 混合団体
- フリースタイルスキー - 混合団体エアリアル
- バイアスロン - 混合リレー 4x6km
- スノーボード - 混合団体クロス
- カーリング - 混合ダブルス
- リュージュ - 混合団体リレー
- ショートトラック - 混合団体リレー
- フィギュアスケート
  - ペア
  - アイスダンス
  - 団体戦

ほか
- 陸上競技
  - リレー走競技や駅伝競走などにおいて、「男子」「女子」に対し「混合」として行われる場合がある。
日本陸上競技連盟による「陸上競技ルールブック2024」における【Technical Rules：競技規則】では、「Rule 9 of the Technical Rules or TR9 」の「Mixed Competition 」（男女混合の競技）において、「9.1 加盟団体の規則が適用されていれば、男女が一緒に競うリレーや男女混合チームで行う競技、男女が一つのカテゴリーで行う種目などの男女混合競技を行うことができる。」としている[4]。同書における【Competition Rules：競技会規則】では、「CR 32.　世界記録と U20世界記録として公認される種目」において「男女混合種目」（ユニバーサル種目）として実施される世界記録公認種目にリレー競争の「4×400ｍ男女混合」が挙げられ[5]、「〔国内〕CR 34.　日本記録と公認記録」の「34.10 日本記録と公認記録として認められる種目」においては、競歩競技の「男女混合競歩リレー」、道路競技の「ロードリレー」、リレー競争の「4×400ｍ男女混合」が挙げられている[6]。
    - 駅伝競走 - 全国大学対校男女混合駅伝競走大会、国際千葉駅伝（2014年終了）

- 球技
  - テニスや卓球、バドミントンなどの競技のダブルスにおいて、「男子ダブルス」「女子ダブルス」に対し「混合ダブルス」として行われる場合がある。
- 柔道
  - 団体戦において「男子団体」「女子団体」に対し「混合団体」として行われる場合がある。

## 社会活動における「男女混合」
一例として「男女別名簿」に対する「男女混合名簿」がある。